# Vitamine B
Vitamine B is een verzamelnaam voor acht wateroplosbare vitamines die belangrijke rollen spelen in de cellulaire stofwisseling. Lang geleden werd gedacht dat vitamine B één verbinding was, maar later onderzoek wees uit dat het verschillende stoffen waren die vaak samen voorkomen in voedsel. Voedingssupplementen die alle acht B-vitamines bevatten, soms aangevuld met verwante stoffen, worden vitamine B-complex genoemd.

## Lijst van B-vitamines
Er zijn acht vitamines die tot de vitamine B groep worden gerekend, namelijk:
- Thiamine (vitamine B1)
- Riboflavine (vitamine B2)
- Nicotinezuur en nicotinamide (vitamine B3)
- Pantotheenzuur (vitamine B5)
- Pyridoxine, pyridoxal, pyridoxamine en hun fosfaatesters (Vitamine B6)
- Biotine ook wel vitamine H genoemd (de naam vitamine B8 wordt nauwelijks meer gebruikt)
- Foliumzuur en folaat (de naam vitamine B11 wordt nauwelijks meer gebruikt)
- Cobalamine-verbindingen (vitamine B12)

## Verwante voedingsstoffen
Veel van de volgende verbindingen zijn ooit beschouwd als B-vitamines en hebben ooit een nummer uit de reeks toegewezen gekregen. Toen na verloop van tijd bleek dat deze stoffen niet essentieel zijn voor de mens, zijn ze weer uit de vitamine B-reeks verwijderd, waardoor er "gaten" zijn ontstaan in de reeks B-vitamines. Sommigen van de onderstaande stoffen zijn wel essentieel voor bepaalde dieren, anderen zijn voor geen enkele levensvorm essentieel. Hoewel ze als "niet-essentieel" worden beschouwd in de zin dat ze door het lichaam uit andere stoffen kunnen worden aangemaakt, kunnen ze toch in de voedingsleer van belang zijn. De eigen synthese kan in sommige gevallen tekortschieten, waardoor de stoffen semi-essentieel worden.
- Vitamine B4: Adenine, een van de basen in DNA[1]. De term "vitamine B4" werd later door sommige onderzoekers opnieuw gebruikt om choline mee aan te duiden.
- Vitamine B7: "Vitamine I" of Centanni E. (1935) — soms ook 'enterale factor' genoemd, is een in water en alcohol oplosbare factor die geëxtraheerd werd uit rijstzemelen die spijsverteringsstoornissen bij duiven kon voorkomen. Later werd deze stof ook aangetroffen in gist. Mogelijke kandidaten voor deze verbinding zijn inositol, nicotinezuur, carnitine en biotine. De term "vitamine B7" wordt in het buitenland nog gebruikt om biotine mee aan te duiden.
- Vitamine B8: adenosinemonofosfaat, en inositol zijn ook beschouwd als vitamine B8 (→ vitamine Bh, biotine)
- Vitamine B9: Wat ooit beschouwd werd als vitamine B9 bleek een mengsel te zijn van verschillende B-vitamines, die later ook werden geïsoleerd. De term "vitamine B9" wordt in Duitsland, Frankrijk en in de Verenigde Staten van Amerika gebruikt om foliumzuur mee aan te duiden.
- Vitamine B10: Vitamine B10, ook wel "factor R" genoemd, bleek pteroylmonoglutamaat (foliumzuur) te zijn, gemengd met andere B-vitamines. Sommige onderzoekers gebruikten de term vitamine B10 om para-aminobenzoëzuur (PABA) mee aan te duiden.
- Vitamine B11: Vitamine B11, ook bekend als factor S, was verwant met vitamine B10. Het bleek ook met vitamine B10 samenhangende eigenschappen te hebben en werd later geïdentificeerd als pteryl-hepta-glutaminezuur, een vorm van folaat. In Frankrijk wordt L-carnitine) ook wel vitamine B11 genoemd.
- Vitamine B13: Vitamine B13 is een factor die uit melkwei geïsoleerd kan worden. Het werd later geïdentificeerd als orootzuur.
- Vitamine B14: Vitamine B14 is niet duidelijk geïsoleerd als een bepaalde chemische stof. Het werd geïsoleerd uit gist, orgaanvlees, granen, peulvruchten en eieren. Deficiëntie veroorzaakte een vorm van anemie. Het kan mogelijk aan vitamine B10 en vitamine B11 verwant zijn.
- Vitamine B15 (pangaamzuur)
- Vitamine B16: Vitamine B16 is dimethylglycine (DMG) of trimethylglycine (TMG). Het is vooral in de voormalige Sovjet-Unie onderzocht en werd daar gebruikt voor prestatieverbetering bij sporters.
- Vitamine B17 is elke stof uit de nitrilosiden-familie, waaronder (amygdaline of laetrile).
- Vitamine B18 – genoemd als benodigd supplement voor vegetariërs
- Vitamine B19
- Vitamine B20 (carnitine)
- Vitamine B21
- Vitamine B22 – vaak genoemd als een ingrediënt van aloë vera-extracten maar ook aanwezig in andere voedingsmiddelen.
- Vitamine Bh – is een andere naam voor biotine
- Vitamine Bm ("mouse factor") – ook gebruikt om inositol aan te duiden.
- Vitamine Bp (choline) –
- Vitamine Bt (L-carnitine) –
- Vitamine Bv – een soort vitamine B6, maar niet pyridoxine
- Vitamine Bw – een soort biotine maar niet d-biotine
- Vitamine Bx – een andere naam voor PABA (para-aminobenzoëzuur)
- Lipoic acid

## Voetnoten
1. ↑  Vera Reader (1930). "The assay of Vitamine B4". Biochem J. 24 (6): 1827–31.